# Aethocauda fusca
Aethocauda fusca är en insektsart som beskrevs av Williams 1976. Aethocauda fusca ingår i släktet Aethocauda och familjen Derbidae. Inga underarter finns listade i Catalogue of Life.